# Лофос (дем Катерини)
Вижте пояснителната страница за други значения на Лофос.
Лофос или Зязяко (на гръцки: Λόφος, в превод хълм, до 1926 година името на селището е Ζιάζιακο, Зязяко, катаревуса Ζιάζιακον, Зязякон) е село в Северна Гърция, в дем Катерини, област Централна Македония.

## География
Селото е разположено на югозападно от град Катерини на 250 m надморска височина в западната част на Пиерийската равнина.

## История
След Междусъюзническата война в 1913 година селото остава в Гърция. Според преброяването от 1913 година Зязикон има 637 жители.
Населението произвежда жито, картофи и се занимава частично и със скотовъдство.
| Име    | Име      | Ново име  | Ново име  | Описание                 |
| ------ | -------- | --------- | --------- | ------------------------ |
| Ронгия | Ρόγγια   | Петромата | Πετρώματα | река на Ю от Лофос       |
| Горцес | Γκορτσές | Апидиес   | Άπιδιές   | възвишение на С от Лофос |
| Дамия  | Ντάμια   | Ставлос   | Στάβλος   |                          |

| Година    | 1913 | 1920 | 1928 | 1940 | 1951 | 1961 | 1971 | 1981 | 1991 | 2001 | 2011 | 2021 |
| --------- | ---- | ---- | ---- | ---- | ---- | ---- | ---- | ---- | ---- | ---- | ---- | ---- |
| Население | 637  | 722  | 823  | 891  | 1012 | 1319 | 1456 | 1568 | 1608 | 1726 | 1496 | 1323 |

## Личности
Родени в Лофос
- Евангелос Филокостас, гръцки андартски деец